# Poecilia wingei
Poecilia wingei (ook wel Endler, Endlers levendbarende, Endler guppy, Campoma guppy of Cumana guppy genoemd) is een straalvinnige vis uit de familie van de levendbarende tandkarpers. Het is een geliefde soort in aquaria.

## Verspreiding
Het oorspronkelijke leefgebied is het noordoosten van Venezuela.
Bijvoorbeeld:
- Laguna de Patos, Cumaná, Venezuela
- Laguna la Malaguena, Cumaná, Venezuela
- Puerto la Cruz, 100 km van het westen Cumaná, Venezuela
- Aguas des Moisas, Campoma regio, Venezuela (Deze locatie ligt dicht bij Cariaco en ver verwijderd van de Cumaná regio)

Verder is de soort nog op meerdere, ook onbevestigde, locaties gevonden.

## Kenmerken
De mannetjes tonen felle kleuren. De patronen kunnen verschillen. Vergeleken met de 'gewone' guppy (Poecilia reticulata) zijn de kleuren van P. wingei meer sprankelend, en de grenzen tussen de verschillende kleuren scherper afgebakend. De mannetjes bereiken een totale lengte van 2 tot 3 centimeter.
De vrouwtjes zijn vrijwel egaal van kleur, in schakeringen van bruin, grijs, zilver en goud. Ze zijn plomper gebouwd dan de mannetjes en bereiken een totale lengte van 4 tot 5 centimeter.

## Kweek
Poecilia wingei behoort tot de zogenaamd eierlevendbarende vissen. Bij goede verzorging krijgen de vrouwtjes ongeveer eens per maand jongen. Het aantal jongen varieert tussen circa 5 en circa 30. De ouders tonen geen broedzorg en zijn bijna niet kannibalistisch. Bij aanwezigheid van voldoende schuilplaatsen zullen de meeste jongen wel overleven.

## Gedrag en verzorging
Poecilia wingei is een levendige en niet-agressieve vis. Wel kunnen de mannetjes fanatiek proberen met de vrouwtjes te paren. Vooral op momenten dat het vrouwtje vruchtbaar is kan ze flink worden "lastiggevallen" door de mannetjes, maar dit is minder dan bij de gewone "guppen".
P. wingei kan zowel in een speciaalaquarium als in een gezelschapsbak worden gehouden. Ze kruisen gemakkelijk met andere guppysoorten (waaronder, de guppy (Poecilia reticulata) en Poecilia obscura), dus om zuivere P.wingei te houden mogen ze niet in contact komen met een andere guppysoort.
De ideale watercondities voor deze soort zijn 24 tot 27 °C, pH circa 7,5 en een gematigde hardheid. P. wingei is een gemakkelijke kostganger, alle gangbare soorten voer worden geaccepteerd. Wel dient het voer klein genoeg te zijn. P. wingei is een omnivoor; plantaardige kost mag dan ook niet op het menu ontbreken.

## Ontdekking en onderzoek

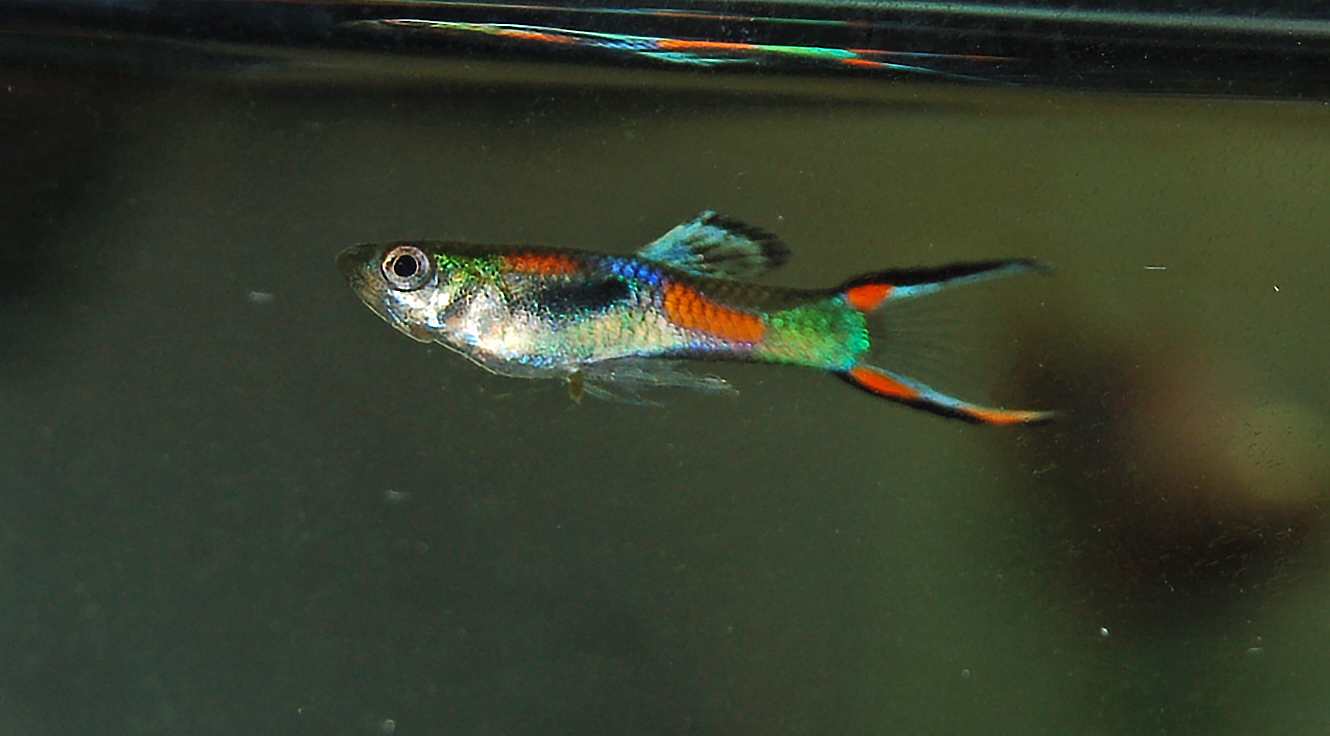
Mannetje van de variatie black bar

In 1975 ging John A. Endler naar Venezuela om daar onderzoek te doen naar de verspreiding van guppen in Zuid-Amerika, een ander doel was om te zien of de erfelijkheidsfactoren van de gup verschilden van andere vindplaatsen. In de wat koelere poelen met harder water vond Endler inderdaad guppen maar in de warmere poelen die vol zaten met groene eencellige algensoorten vond hij een ander visje, dat kleiner was en een grote kleurenvariatie vertoonde. Hij wist op dat moment niet dat deze soort al eens eerder 'ontdekt' was.
Hij nam een aantal exemplaren mee terug naar de Verenigde Staten en gaf ze aan ichtyoloog Donn Eric Rosen die op dat moment conservator was van het American Museum of Natural History. Deze overleed echter voordat hij de soort kon determineren. Voor zijn dood had hij enkele exemplaren van de soort aan een wederzijdse vriend van hem en Endler gegeven, Klaus Kallman. Kallman werkte op dat moment bij het New York Aquarium en was ook een bekend geneticus.
Het was deze man die aantoonde dat het een opzichzelfstaande vissoort was uit het geslacht Poecilia. Het DNA van de soort verschilt zoveel van de Poecilia reticulata (de gup) dat vast kwam te staan dat we hier met een "nieuwe" soort te maken hadden die geen ondersoort was van een andere vis en ook geen plaatselijke variatie van een elders voorkomende soort. Kallman gaf de soort een nieuwe naam: Endlers levendbarende of Poecilia endler. Dit overigens zonder dit aan zijn vriend Prof. John Endler te vertellen. Professor Endler hoorde de naam voor het eerst in 1980 terwijl hij in het publiek zat tijdens een grote bijeenkomst in Duitsland.
Al tientallen jaren is er discussie over de relatie tussen Endler's Levenbarenden en guppy's. Sommige mensen bepleiten dat de Endler een andere soort zou moeten zijn en geen guppy, anderen hielden het er op dat een Endler gewoon een type wildgup was. Lange tijd werd de soort als ondersoort van de guppy (Poecilia reticulata) gezien (P. r. cumanensis). Tegenwoordig (2005) wordt de vis weliswaar als aparte soort beschouwd, maar de wetenschappelijke naam Poecilia endler wordt niet meer erkend. In 2005 publiceerden Fred Poeser, Michael Kempkes and Isaäc Isbrücker een wetenschappelijk artikel over dit visje. Zij concludeerden dat het een andere soort is dan de 'normale' guppy (Poecilia reticulata). Ze gaven de nieuwe soort de wetenschappelijke naam Poecilia wingei, met als reguliere naam 'Campoma guppy'.

### Het Endler Classificatie Systeem (ECS)
De Endler's Livebearer Association of America heeft in samenwerking met Endlers R Us een methodiek bedacht om de afkomst van Endlers vast te leggen. Er zijn 3 Endler-klasses:
- N-klasse: Elke Endler en zijn nakomelingen waarvan kan worden aangetoond dat hij (of zij) rechtstreeks is terug te voeren op wildvang Endlers uit hun leefgebieden in Venezuela, wordt beschouwd als een N-klasse Endler.
- P-klasse: Elke vis die aan alle kenmerken van een Endler voldoet (maar waarvan de origine en/of rasechtheid niet kan worden aangetoond), wordt beschouwd als een P-klasse Endler.
- K-klasse: Het nageslacht van een Endler gekruist met enig andere levendbarende, wordt beschouwd als een K-klasse Endler (hybride).

Het ECS heeft ook voorzien in een algemene basis om Endlers die aan tentoonstellingen en wedstrijden meedoen te classificeren, dit is de ERU Registry of Strains (ERU Stam Registratie).

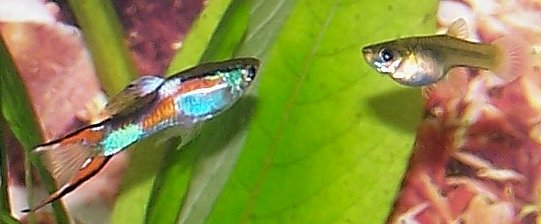
Koppeltje, mannetje links.
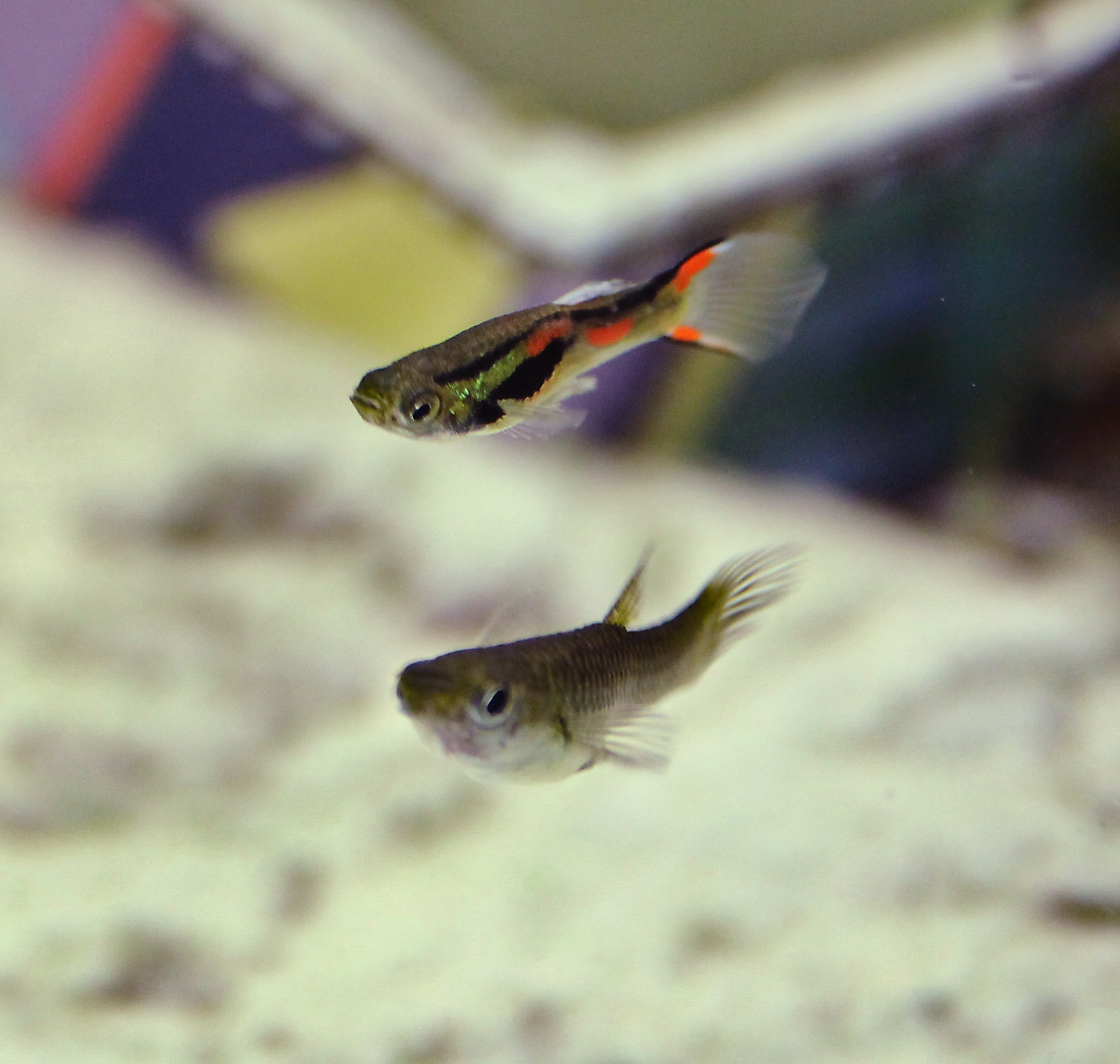
Koppeltje, mannetje boven.
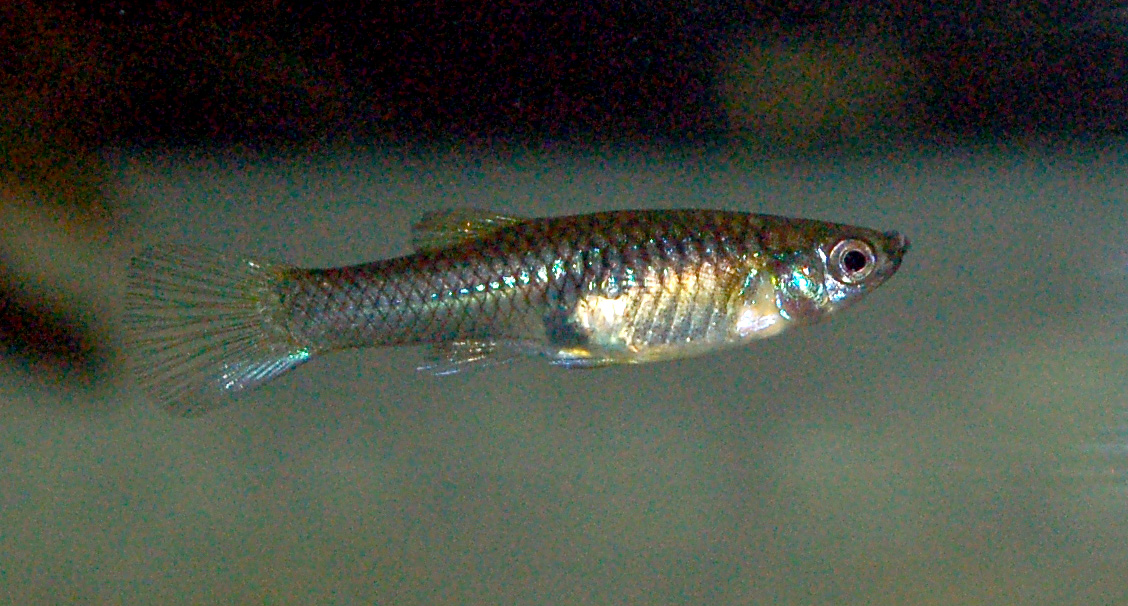
Vrouwtje.
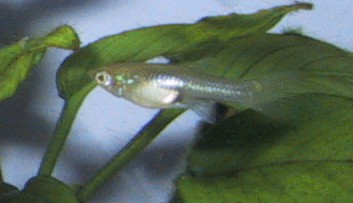
Vrouwtje.
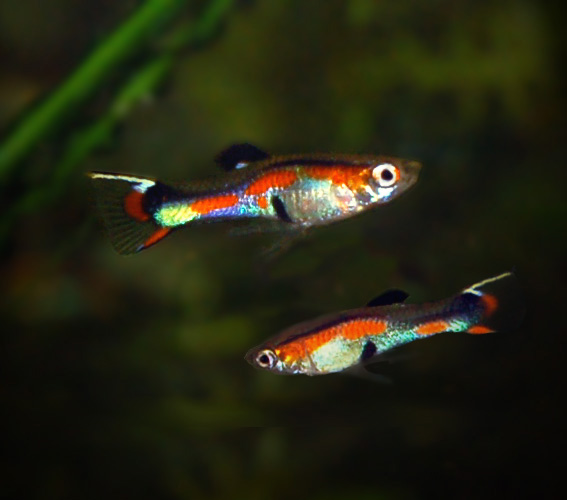
Mannetjes.
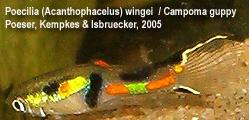
Mannetje, van de Campoma populatie.